# Nirschy Emília
Nirschy Emília (Budapest, 1889. május 25. – Grasse, 1976. október 6.) balettművész, táncpedagógus.

## Életútja
Nirschy Lajos és Hirmer Gizella leányaként született. Táncolni előbb édesanyjától, utána Guerra Miklóstól tanult. 1906. május havában az Operaház szerződtette, ahol 1920-ig működött. »A csodaváza« stb. ballettek és némajátékok főszerepét kreálta. 1911. augusztus havában a londoni Alhambra színházban vendégszerepelt. 1914. június 10-én Budapesten, a Terézvárosban házasságot kötött Somogyi Gyula hírlapíróval (szül. 1882. március 31.) 1917-ben táncakadémiát nyitott a magyar fővárosban, itt 1928-ig tanított. Kulturált, elegáns mozgású, különlegesen muzikális táncosnő volt. 1937-ben külföldre emigrált, 1955-től Franciaországban élt egészen haláláig.

## Fontosabb szerepei
- Tiktek (Guerra M.: Művészfurfang)
- Fiatal lány (Fokin után Zöbisch O.: A rózsa lelke)
- Királykisasszony (Zöbisch O.: A fából faragott királyfi)
- főszerep (Guerra M.: Táncegyveleg, Prometheusz)

## Könyve
- A művészi tánc (1918)